# Río Segura (2010)
El Río Segura es un buque patrullero de altura de manufactura española, utilizado actualmente por el Servicio Marítimo de la Guardia Civil. Su distintivo de llamada es EAAE y su número IMO es 9561174.
Fue desarrollado en Astilleros Gondán de Figueras, parroquia del concejo asturiano de Castropol. Dispone de dos hélices azimutales Schottel que actúan como timones.

## Desarrollo
La autorización para la adquisición del buque fue aprobada en el Consejo de Ministros del 29 de agosto de 2008, por un importe de 15 323 600 €. Convocado el correspondiente concurso en el mismo año, resultó adjudicataria de la construcción la empresa asturiana Astilleros Gondán el 18 de diciembre de 2008.
El buque es la construcción número C-452 del astillero; su quilla se colocó el 19 de agosto de 2009. De acuerdo con lo previsto fue botado el 30 de marzo de 2010 y la entrega al Servicio Marítimo de la Guardia Civil se llevó a cabo el 9 de diciembre de 2010.

## Características
El buque tiene una eslora total de 73 metros y de 62 metros entre perpendiculares; la manga alcanza los 12 metros. El desplazamiento está en el entorno de las 1700 toneladas métricas. Tiene el casco, construido en acero, estructurado en dos cubiertas, de las que la más alta ocupa aproximadamente la mitad de la eslora. La proa, con un importante lanzamiento, está dotada con bulbo y cuenta con un elevado francobordo. El buque tiene una amplia manga que se mantiene hasta la popa, siendo esta de tipo cuadrado y de gran amplitud.
La superestructura de proa, también en acero, se dispone en dos niveles. En la parte superior, el puente de mando es amplio y con visibilidad en todas las direcciones. También integra un mástil compacto y, en su extremo situado más a popa, las exhaustaciones de los motores. En la cofa, situada en la parte trasera del mástil, se ha incorporado un monitor de lanzamiento de agua/espuma para lucha contra incendios en otros buques que, por su posición, pueda cubrir también la cubierta de vuelo.
El buque dispone de acomodación para un total de 27 tripulantes y pasajeros en un total de 24 cabinas, 15 de ellas dobles. Nueve cabinas están reservadas para la dotación, y el resto para los eventuales pasajeros. También se dispone de cocina, comedor, zonas de descanso, gimnasio, dos oficinas, enfermería, lavandería y zonas de almacenamiento.
Sobre la zona de popa se sitúa una helisuperficie para helicópteros de gran tamaño y forma rectangular, ocupando todo la manga de la zona de popa, con unas dimensiones de 14,7 × 12,02 metros. Tras la chimenea, y a la altura de la cubierta de vuelo cuenta con un puesto de control para las operaciones sobre la misma. También dispone en la pista de dos monitores antiincendios así como de un sistema de abastecimiento de combustible (JP8) para helicópteros.
En la zona de proa el buque cuenta con una amplia bodega y entrepuente de carga y además es capaz de alojar dos contenedores de veinte pies bajo la cubierta de vuelo. Si bien no está destinado a misiones de soporte en catástrofes humanitarias o de apoyo a otras embarcaciones, está preparado para poder suministrar combustible, agua potable y víveres o repuestos.
En lo relativo a la propulsión es por medio de dos motores diésel MTU Friedrichshafen de 1520 kW cada uno, y dos hélices azimutales Schottel 1212 sin tobera que también actuarán como timones. Además, para facilitar las maniobras está dotado de una hélice transversal en proa con una potencia de 320 kW. El conjunto de este sistema propulsivo está destinado a obtener una autonomía muy elevada y una alta capacidad de maniobra a baja velocidad, condiciones necesarias para asegurar patrullas de larga duración y la posibilidad de aproximación segura en alta mar a cayucos u otras embarcaciones de pequeño tamaño.
Para la navegación cuenta con dos radares (bandas X y S), sistema de cartas electrónicas y plóter, tres sistemas DGPS, compás magnético, giroscópica, piloto automático, ecosonda, corredera con repetidor, Navtex, facsímil meteorológico, anemómetro, radiogoniómetro VHS, AIS (Automatic Identification System) y Voyage Data Recorder (sistema de grabación de datos de navegación).
Entre los principales equipos de comunicaciones que se han instalado hay que destacar: radioteléfonos portátiles GMDSS, VHF, UHF, Free float EPIRB/COSPAS, transpondedores radar, teléfono, y fax, radioteléfonos portátiles (banda aérea), Satcom Fleet-77, Satcom C y la televisión por satélite.

## Historial
Desde el 30 de mayo hasta el 2 de junio, participó en Sevilla en los actos del Día de las Fuerzas Armadas Junto a los buques Audaz, Furor, Centinela, Duero y submarino Tramontana.
También participó en la parada naval de Motril (Granada), con motivo del DIFAS de 2023